# Article 173 de la Constitution belge
L'article 173 de la Constitution belge fait partie du titre V Des finances. Il permet aux différents niveaux de pouvoir percevoir des redevances pour autant qu'elles soient consenties par une assemblée démocratiquement élue — on parle de principe de légalité des redevances.
Il date du 7 février 1831 et était à l'origine — sous l'ancienne numérotation — l'article 113. Il a été révisé le 20 juillet 1970 et le 29 juillet 1980.

## Le texte
« Hors les provinces, les polders et wateringues et les cas formellement exceptés par la loi, le décret et les règles visées à l'article 134, aucune rétribution ne peut être exigée des citoyens qu'à titre d'impôt au profit de l'État, de la communauté, de la région, de l'agglomération, de la fédération de communes ou de la commune. »